# Attacken mot Reach
Attacken mot Reach, slaget vid Reach och det följaktliga mänskliga nederlaget vid Reach är ett fiktivt slag i spelserien Halo som utfördes av Covenanterna, en grupp utomjordiska raser, mot mänsklighetens största flottbas och koloni, planeten Reach, på morgonen den 30 augusti år 2553.
Slaget om planeten var det allra största och viktigaste för både Covenanterna och mänskligheten på grund av planetens strategiska läge bland människornas yttre kolonier. Upptäckten att Covenanterna var på väg till Reach gjordes klockan 04:41 den 30 augusti av rymdstationen RSS Ferimon. Den största delen av slaget ägde rum i rymden kring Reach. UNSC:s högkvarter, Fleetcom, beordrade alla tillgängliga mänskliga krigsfarkoster i närliggande solsystem  till kolonnbildningspunkten Zulu för att möta Covenanternas flotta. Sammanlagt hann drygt hundra av UNSC:s skepp samlas för att möta trehundrafjorton fiendeskepp, däribland ett av Covenanternas större örlogsfartyg, The Long Night of Solace (ungefärlig översättning på engelska).
Trots att fiendernas överlägsna teknik tycktes människorna och deras flotta, UNSC, vinna första sammandrabbningen efter att de detonerat en atombomb bland Covenanternas skepp, vilket förstörde deras energisköldar och fick majoriteten av skeppen att explodera. Samtidigt hade dock fienden lyckats transportera ner styrkor på Reachs yta, vars uppgift var att förstöra energigeneratorerna till planetens största rymdförsvar; tjugo rymdstationer i omloppsbana försedda med så kallade Magnetic Accelerator Cannons (MAC Guns). Människornas styrkor som försvarade generatorerna utplånades varpå hela planetens försvar mot Covenanternas skepp försvann. Människornas sista ståndpunkt på planetens yta blev slaget om Aszod. Covenanterna använde senare sina plasmakanoner för att smälta ytan på planeten.
Flera av UNSC:s största och mest prestigefyllda rymdskepp utplånades av Covenanternas plasmatorpeder. Däribland The Minotaur, Heroduts, Musashi och The Lark. Även en av ONI:s stealth-korvetter, Circumference förlorades i slaget. Endast ett skepp, The Pillar of Autumn lämnade systemet intakt och enligt Cole-protokollet.
Slaget skildrades först av författaren Eric Nylund i böckerna The Fall of Reach (2001) och First Strike (2003) och senare i TV-spelet Halo: Reach (2010) utvecklat av Bungie. Slaget är en av de drivande händelserna i spelserien.